# ويكي تحب الفلكلور
ويكي تحب الفولكلور، بالإنجليزيةWiki Loves Folklore ( WLF )- هي مسابقة تصوير فوتوغرافي دولية سنوية، تقام خلال شهر فبراير من كل عام، وينظمها أعضاء مجتمع ويكيميديا في جميع أنحاء العالم، بمساعدة الشركات التابعة لمؤسسة ويكيميديا المحلية ومجتمع ويكبيديا في جميع أنحاء العالم. يقوم المشاركون بالتقاط صور للثقافة الشعبية المحلية، والتراث غير المادي في منطقتهم، ثم يقومون بتحميلها على ويكيميديا كومنز. وتهدف المسابقة إلى توثيق التقاليد الشعبية في جميع أنحاء العالم، من أجل تشجيع الناس على التقاط الوسائط الخاصة بثقافتهم الشعبية المحلية، ووضعها تحت ترخيص مجاني (محتوى حر)، بحيث يمكن إعادة استخدامه، ليس فقط في ويكيبيديا، ولكن في كل مكان من قبل الجميع.

## القواعد
يجب على المشاركين الالتزام بالقواعد المحددة سلفًا من قبل اللجنة المنظمة، والتي يتمثل أهمها في:
- يجب أن يمتلك، المؤلفون الذين يقومون بتحميل الصور، حقوق الطبع والنشر.
- يجب تحميل الصور خلال الفترة الزمنية المنصوص عليها من 1 فبراير إلى 31 مارس. ويمكن إدخال الوسائط التي تم التقاطها في أي وقت، حتى الصور الفوتوغرافية التاريخية (طالما أن المشارك يمتلك حقوق الطبع والنشر لهذه الصور)، ولكن يجب تحميلها خلال فترة المسابقة.
- يجب أن تكون جميع المشاركات خاضعة لرخصة حقوق الطبع والنشر المجانية، أو نشرها في المجال العام. الترخيص المفضل الذي يستخدمه معالج التحميل هو Creative Commons Attribution-Share Alike 4.0 International (CC BY-SA 4.0)

## معايير التحكيم
يتم تحكيم المسابقة، وتقييم الصور المشاركة من قبل لجنة مكونة من أعضاء ويكيبيديا الدوليين، والمصوريين المحترفيين والمتخصصين في الموضوع، وفقًا لقواعد التصوير الفوتوغرافي ومعايير المجتمع، والمتمثلة في: الجودة الفنية، الأصالة، الفائدة المحتملة والقيمة الاجمالية للصور لمشاريع ويكيميديا.

## معرض الصور

شعار ويكي تحب الفلكلور
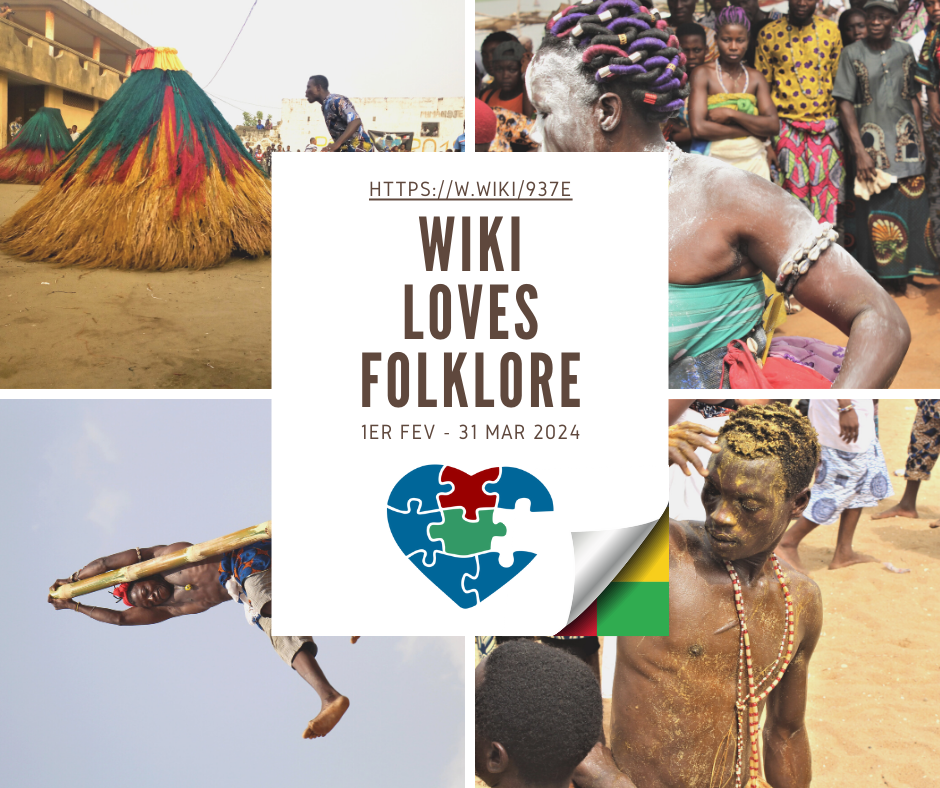
ويكي تحب الفلكور- بنبن 2024م
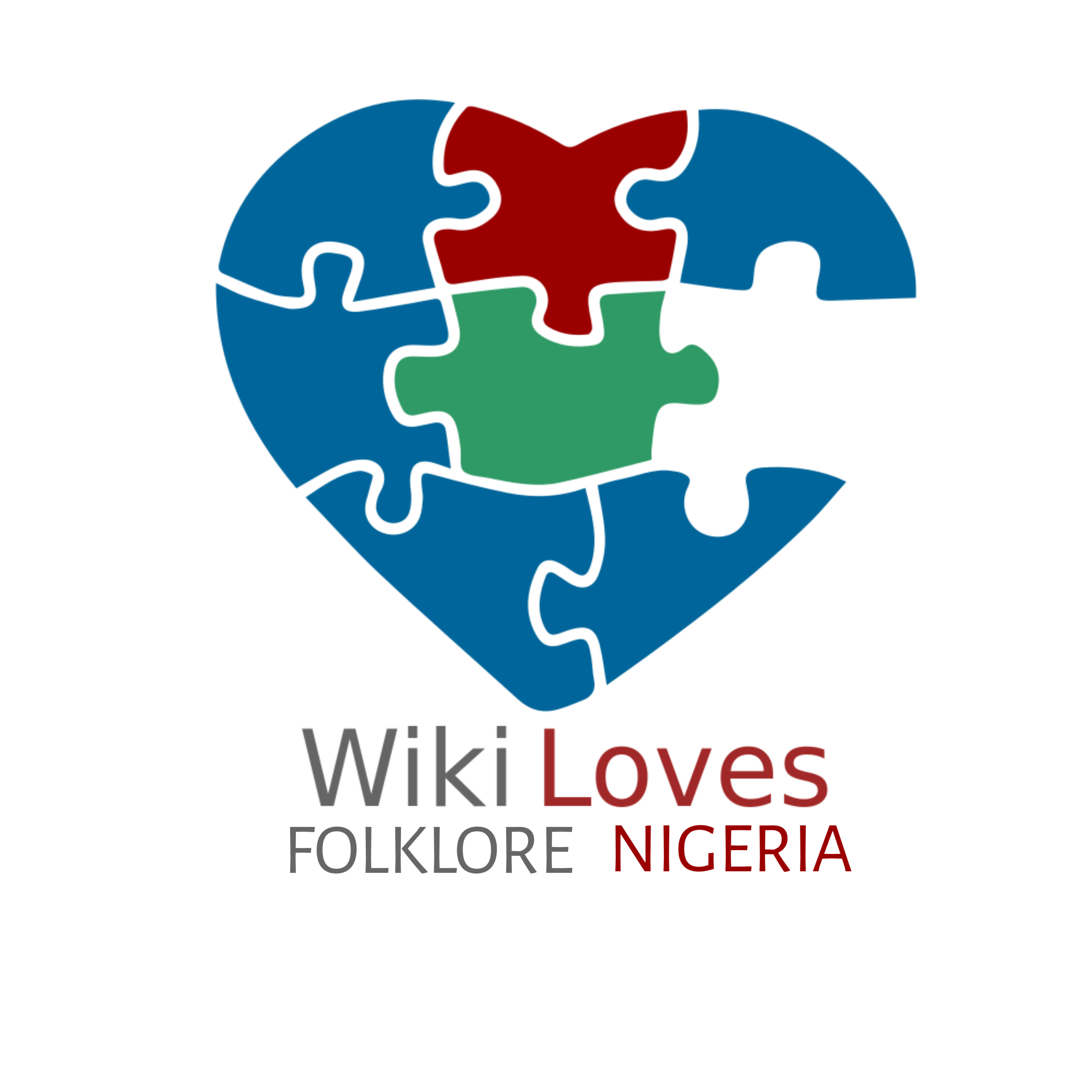
شعار ويكي تحب الفلكلور النيجيرية
ويكي تحب عروض الفلكلور- زامبيا
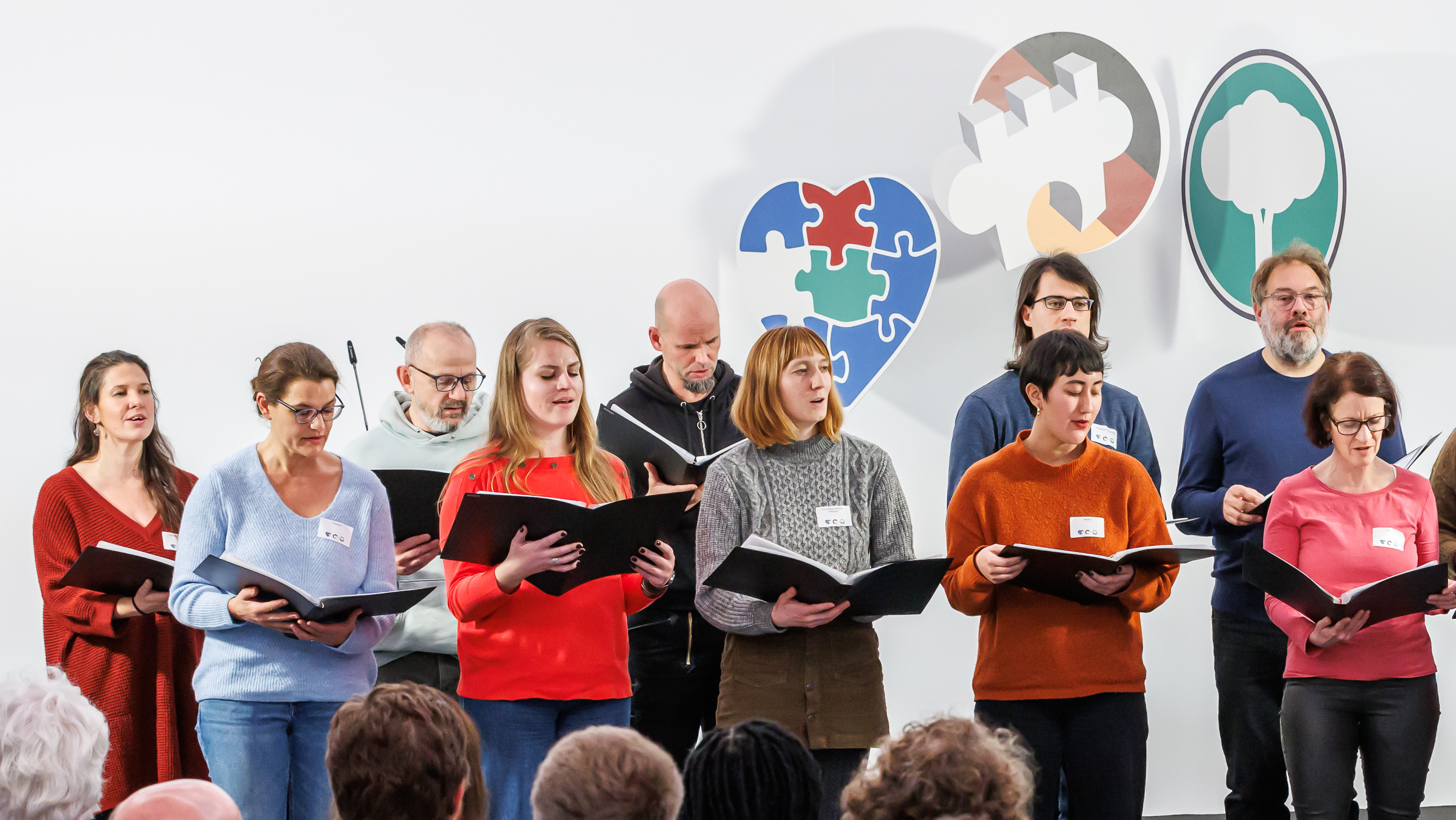
شعار ويكي تحب الفلكلور- أوغندا
- حفل توزيع الجوائز: ويكي تحب الأرض- ويكي تحب الآثار- ويكي تحب الفلكلور، ألمانيا 2024م
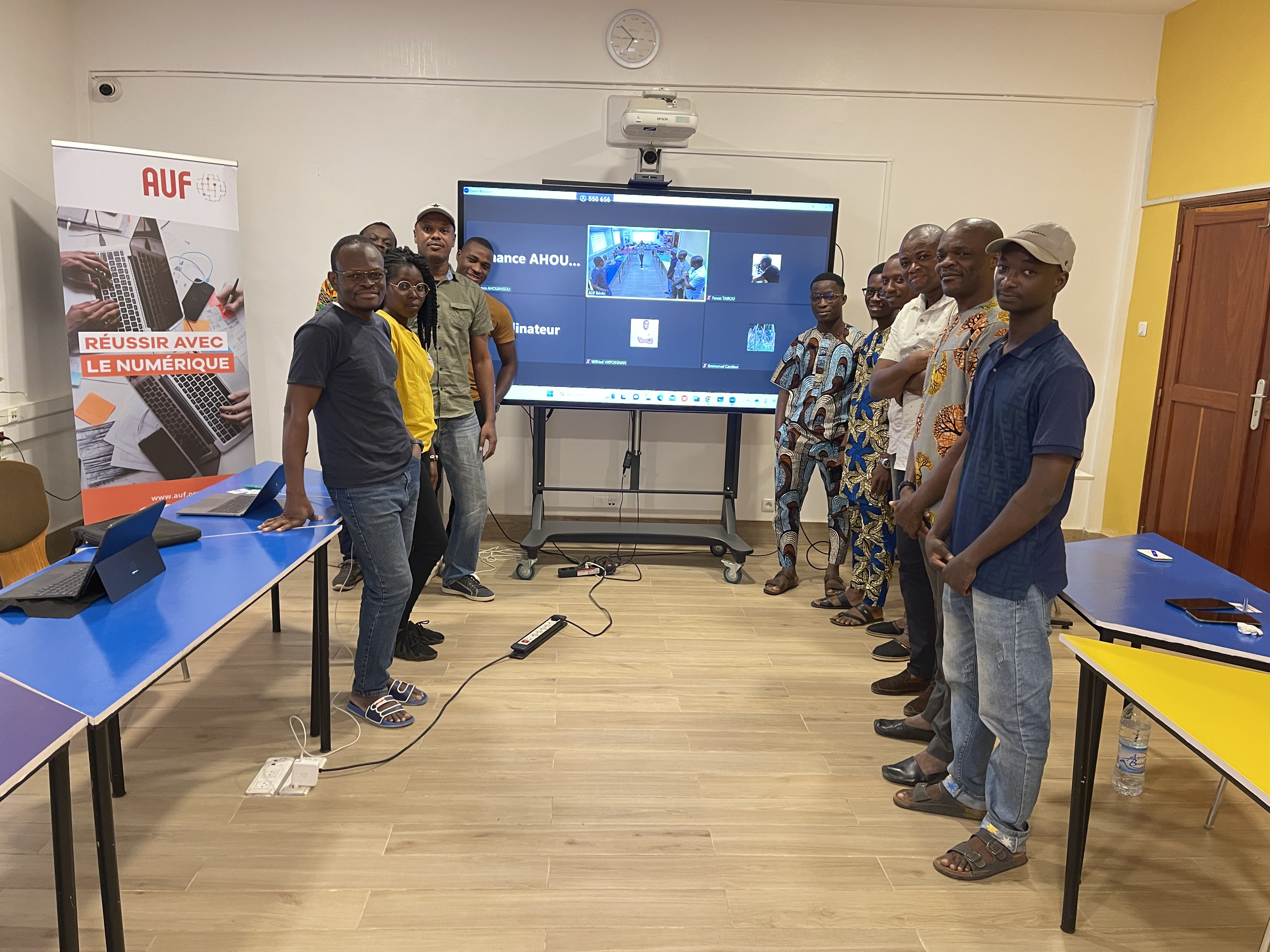
إطلاق "ويكي يحب الفلكلور" بنين 2024